# Pavla Střechová
Pavla Střechová (* 2. července 1965), uměleckým jménem Pavla Roof, rodným jménem Dvořáčková, je česká zpěvačka a hudebnice, hraje též na kytaru či zobcovou flétnu. Působila v brněnských folkových skupinách Ozvěna a Bokomara a v rockové kapele Progres-Pokrok.

## Biografie
V roce 1981 se stala členkou brněnské folkové skupiny Ozvěna, ve které setrvala do poloviny 80. let. Tehdy společně s Tomášem Musilem založila skupinu Bokomara, která se rovněž pohybovala v oblasti folku. Roku 1988 ale odešla do rockové skupiny Progres-Pokrok, která pod vedením bubeníka Zdeňka Kluky vytvářela koncertní projekt Otrava krve. Zde působila na postu zpěvačky (první žena v historii kapely). Otrava krve, jejíž premiéra proběhla na jaře 1988, se do konce roku 1989 dočkala 165 repríz. Na přelomu let 1989 a 1990 skupina natočila některé skladby ve studiu a následně bylo vydáno stejnojmenné album.
Po sametové revoluci se Střechová začala věnovat podnikání, působí v reklamní agentuře, v níž je ředitelkou. V roce 1996 byla obnovena skupina Ozvěna, s níž Pavla Střechová dodnes vystupuje. V roce 2008 se zúčastnila dvou koncertů, které byly uspořádány při příležitosti 40. výročí založení kapely The Progress Organization, z níž časem vznikla skupina Progres-Pokrok.
Přes takto odlišné žánry se nakonec Pavla Střechová dostala ke swingu. V roce 2016 vystupovala pod jménem Pavla Roof s Big Bandem brněnské konzervatoře, s The Young Pekáč Mojmíra Bártka, s Dómskym smíšeným sborem a příležitostně studiově spolupracuje s Tomem Jégrem, Oldřichem Veselým a Lubošem Javůrkem. S Otakarem Holcem pracuje na pořadu A la Ella, který je inspirován touhou Pavly Střechové zpívat swingové písně z 30. až 50. let 20. století v jejich původních podobách, a s výtvarníkem Liborem Sigmundem na představení Šprušle.

## Diskografie

### S Progres-Pokrok
- 1989 – „Moja najzlatejšia lýra“ (singl)
- 1990 – Otrava krve (album)
- 2008 – Progres Story 1968–2008 (živé album z roku 2008)
- 2008 – Progres Story 1968–2008 (živé DVD z roku 2008)

### S Ozvěnou
- 1997 – Prázdný nádraží
- 2006 – K plnýmu stolu…